# Emma Kaleleonalani
Emma Kalanikaumakaʻamano Kaleleonālani Naʻea Rooke  av Hawaii, född 2 januari 1836, död 25 april 1885, var drottning av Hawaii. Emma var gift med kung Kamehameha IV (kung 1856–1863) och deltog i kungavalet 1874.

## Tidigt liv
Emma var dotter till hövdingen George Naea och hövdingen Fanny Kekelaokalani och adopterades av sin moster, hövdingen Grace Kamaikui och dennas make Thomas Charles Rooke. Faderns mor var kusin till drottning Keopuolani, gift med kung Kamehameha I. Hennes mormor var möjligen brorsdotter till kung Kamehameha I, även om detta inte är helt klarlagt: hon var dock i alla händelser avlägset släkt med kungafamiljen.
Emma uppfostrades på sina fosterföräldrars engelska herrgård på Honolulu och utbildades på hövdingskolan av amerikanska missionärer med bland andra prinsessan Bernice Pauahi Bishop, kung David Kalākaua och drottning Lydia Liliuokalani. Hon var intresserad av litteratur, pianospel och sång. Hon var god vän med Victoria Kamamalu.

## Drottning
Emma Kaleleonalani gifte sig 19 juni 1856 med kung Alexander Liholiho (senare Kamehameha IV). Som drottning utvidgade hon palatsbiblioteket och blev känd för sina humanitära projekt. Hon grundade The Queen's Medical Center (även kallad Queen's Hospital) i Honolulu (1859), som hon ofta besökte. Tillsammans med sin man grundade ‘Iolani School och St. Andrews Cathedral. Hon fick en son, Albert (1858), som visades upp vid offentliga tillfällen och 1862 fick Viktoria I av Storbritannien till gudmor, men dog samma år.
1862 inbjöd hon med maken den anglikanska kyrkan att etablera sig på Hawaii. Hon blev 21 oktober 1862 döpt i den anglikanska tron med sin man. Paret har en helgdag (28 november) i den amerikanska episkopalkyrkan. Hon fick tillnamnet "Wahine Holo Lio" för sin skicklighet som ryttare.

## Senare liv
1863 dog hennes man och efterträddes av sin bror Lunalilo. Hon brevväxlade med drottning Viktoria och gjorde ett besök hos henne 1865. 1866 besökte hon även USA:s president. 1867 grundade hon Saint Andrew's Priory School for Girls. Vid sin före detta svåger kung Lunalilos död 1874 lämnades tronen vakant. David Kalākaua förklarade sig som kandidat till tronen, och dagen efter gjorde Emma detsamma och hävdade att Lunalilo hade önskat det innan han dog.
Emma ansågs vara probrittisk och ville minska Hawaiis beroende av USA, medan David var proamerikansk. Emma hade allmänhetens stöd, men David hade kungliga rådets stöd och blev därför vald med rösterna 39–6. Valsegern orsakade upplopp som fick slås ned av utländska trupper.
David lämnade alltid en plats för henne vid offentliga tillfällen, men hon närvarade endast vid sällsynta tillfällen. Emma var mycket populär för sin humanism och patriotism.
Emma Kaleleonalani avled den 25 april 1885. Hon är begravd på mausoleet Mauna ‘Ala bredvid sin man.

## Utmärkelser
- Kungliga orden av Kamehameha I (1879)[8]